# Triplophysa farwelli
Triplophysa farwelli es una especie de peces de la familia Balitoridae en el orden de los Cypriniformes.

## Distribución geográfica
Se encuentra en el Irán y el Afganistán.

## Hábitat
Es un pez de agua dulce.